# Daytona USA 2
Pour les articles homonymes, voir Daytona.
Daytona USA 2: Battle on the Edge, ou simplement Daytona USA 2, est un jeu vidéo de course de NASCAR en 3D développé par Sega-AM2, commercialisé par Sega sur borne d'arcade en mai 1998.

## Système de jeu
Comme le premier épisode de Daytona USA, le joueur doit choisir une course, une voiture ainsi que le système de transmission. La course sélectionnée doit être réalisé en un temps limité et dans un nombre de tour prévu. Quand le joueur réussit à passer un point de contrôle (checkpoint, un temps supplémentaire lui est ajouté. Si le temps est écoulé avant d'avoir fini la course, la partie est terminée.
Une fois qu'il a réussi tous les tours de piste en première place, il devient King!, le roi de la course.

## Power Edition
En 1999, une évolution du jeu, nommée Daytona USA 2: Power Edition, est lancée par Sega, réalisée par le même studio de développement. Ce jeu inclut un mode défi où le joueur doit courir l'ensemble des circuits toujours en un temps limité mais en réalisant un seul tour de piste.

## Réédition
Le 8 novembre 2023, La version Power Edition de Daytona USA 2 ressort  au sein du jeu Like a Dragon Gaiden: The Man Who Erased His Name sous le nom de SEGA Racing Classic 2 dans la Salle d'arcade Sasaki présente dans le chapitre 1.  Le nom a été changé car Sega n'a pas pu obtenir la licence du propriétaire du Daytona International Speedway, NASCAR Holdings, Inc., qui avait commencé des accords de licence avec iRacing.

## Équipe de développement
- Directeur de jeu : Makoto Osaki[1]
- Réalisateur : Yū Suzuki
- Producteur chez Sega of America : Jerry Markota
- Character Design : Toshihiro Nagoshi
- Level Design : Toshihiro Nagoshi